# Macroteleia aurea
Macroteleia aurea är en stekelart som beskrevs av Mikhail Vasilievich Kozlov och Kononova 1987. Macroteleia aurea ingår i släktet Macroteleia och familjen Scelionidae. Inga underarter finns listade i Catalogue of Life.